# さっきの女の子、
さっきの女の子、（さっきのおんなのこ、）は、日本の地下女性アイドルグループ。
略称は、さき女（さきじょ）。

## 概要
2016年から活動を続けていたが、2024年8月11日に解散。
音楽ジャンルはNeo Idol Jazz。
全ての楽曲の作詞をスティーブ・パンダ(菊井タカヒロ)が担当。

## 略歴

### 2016年
- 11月19日、あさがやドラム『Happy Holiday！20』でお披露目ライブを行う。お披露目時のメンバーは、古川すい、乃々宮いぶ、雨音うみ、来栖るぶ、霜月まふゆ。
- 12月10日、初オリジナル曲『のだいっきらいなもの』初披露。
- 12月24日、新曲『に、絶対的に騙されて』初披露。

### 2017年
- 2月3日、新曲『は、ずっと待ってる』初披露。
- 3月2日、渋谷Glad『第3回Tokyo Candoll』出場。初戦を突破して、準々決勝進出。
- 3月13日、渋谷Glad『第3回Tokyo Candoll』準々決勝敗退[2]。
- 4月13日、新曲『と一緒につかまえて』初披露。
- 5月5日、新曲『をもっと知りたい』初披露。
- 6月30日、秋葉原カリガリにて『さっきの女の子、の初めてのオフ会』を開催。ミニアルバム『をもっと知って欲しい』発売。同年7月26日に初のワンマンライブ開催が発表される。
- 7月2日、入場SE『Catch “That girls” if you can』初使用。新曲『の最初のさよなら』初披露。
- 7月21日、古川すいが『ミスiD2018』セミファイナルに進出[3]。
- 7月26日、渋谷DESEO mini『さっきの女の子、の最初のワンマン』を開催[4]。新曲『に遊びに誘われて』初披露。
- 10月1日、1stシングル『の最初のさよなら/に遊びに誘われて』発売。
- 10月12日、新曲『は旅に出ました探さないで』初披露。
- 11月17日、渋谷DESEO miniにて『ただの女の子。とさっきの女の子、結局、どっちの女の子、。？』を、ただの女の子。と共同主催[5]。
- 11月19日、DVD『さっきの女の子、の最初のワンマン』発売。
- 11月27日、霜月まふゆがDMM CM AWARDS 2nd応募作品『このyell、届け！』に出演。2018年2月1日、審査員賞を受賞[6]。
- 12月7日、タワーレコード渋谷店『南波一海のアイドル三十六房』出演。
- 12月10日、渋谷Milkywayにて初の単独主催企画『さっきの女の子、一周年経ちました』を主催[7]。新SE『Let's see, where should we start？』初使用。新曲『を秘密にしないで』『という物語』初披露。3rdCD『の秘密の話』発売。
- 12月27日、古川すいが634noHz『夏を枠から見送って』のMV出演[8]。

### 2018年
- 1月7日、渋谷DESEO miniにて2ndワンマン『さっきの女の子、はここにいる』を開催。
- 1月21日、雨音うみが方向性の違い、学業専念を理由に卒業。
- 1月27日、新宿レッドノーズにて、初の定期主催イベント『さっきの女の子、とこれから一緒に vol.0』を開催。
- 4月30日、『に遊びに誘われて』MVをYouTubeで公開[9]。
- 5月2日、古川すいソロ曲『みずいろのゆめ』初披露。
- 5月12日、CIRCUS OSAKAにて『さっきの女の子、にお月見に誘われて〜大阪の日〜』を主催。初の大阪でのライブ。
- 6月10日、今池GROWにて『さっきの女の子、にお月見に誘われて〜名古屋の日〜』を主催。初の名古屋でのライブ。
- 7月14日、月見ル君想フにて、3rdワンマン『さっきの女の子、にお月見に誘われて〜最後の日〜』を開催。新曲「には美しすぎた」初披露。来栖るぶが7月30日、霜月まふゆが8月10日での卒業を発表。
- 7月30日、dues新宿にて『さっきのメログリ、はじめました！〜来栖るぶ卒業の日〜vol.1』を主催。来栖るぶが卒業。
- 8月10日、渋谷WOMB LOUNGEにて『さっきの女の子、〜霜月まふゆ卒業の日〜』を主催。霜月まふゆが卒業。
- 9月23日、新メンバーである月村朱里、有明ゆのがTwitter開始。
- 10月20日、渋谷WOMB LOUNGEにて『さっきの女の子、は勝手にはじめだす』を開催。月村朱里、有明ゆの新加入。新SE「This Is Futuristic Standard」初使用。新曲『を鏡合わせ』初披露。
- 12月16日、月見ル君想フにて新体制1stワンマン『さっきの女の子、は一緒に踊り出す』を開催。新曲『は勝手に踊り出す』初披露。新生1stアルバム『さっきの女の子、はいつも突然に』発売。

### 2019年
- 1月23日、台北世貿南港展覽館にて『第七屆台北國際動漫節』に出演。初の台湾でのライブ。
- 3月1日、月村朱里が2019年5月31日の卒業を発表。
- 3月2日、柳都SHOW!CASE!!にて『Catch Up Vol.15 -cana÷biss 2nd Anniversary-』に出演。初の新潟でのライブ。
- 3月23日、新曲『が愛を止めたい日』初披露。
- 4月5日〜4月22日まで、古川すい、右足首の疲労骨折により歌唱のみのライブ出演。
- 4月13日〜14日、二度目の台湾遠征を行い『日不落音樂節 Sun Never Sets Music Festival』に出演。
- 5月24日、新曲『が溢れてしまう』初披露。
- 5月31日、渋谷Gladにて新体制2ndワンマン『さっきの女の子、はまた走り出す』を開催。月村朱里が卒業。葉月まおが加入。新曲『はまた走り出す』初披露。初の全国流通ミニアルバム『さっきの女の子、はまた走り出す』発売（全国流通は6/1から）
- 5月31日、『はまた走り出す』MVをYouTubeで公開。
- 8月1日、タワーレコード渋谷店『南波一海のアイドル三十六房』二度目の出演。
- 9月30日、『さっきの女の子、は見つめている』発売開始。タワーレコード新宿店でリリースイベントを開催。
- 10月11日、新曲『は抱えたままで』初披露。
- 10月14日、日本工学院八王子専門学校にて『日本工学院八王子ミュージックカレッジ presents 八王子大作戦2019』に出演。初の学園祭ライブ。
- 10月20日、ABS秋田放送新社屋にて『私立恵比寿中学秋田分校～文化祭～』に出演。初の秋田でのライブ。
- 11月26日、渋谷Milkywayにて開催された『APOKALIPARTY 13』で、有明ゆのがAPOKALIPPPSのゑりかちゃんべいびーとのユニット・THECROWとしてプレデビュー。
- 12月22日、吉祥寺NEPOにて開催された『円熟した果実』でTHECROWデビュー。
- 12月30日、dues新宿にて『さっきの女の子、の単独で年忘れ』を開催。新曲『のいつも通り』初披露。

### 2020年
- 1月12日、有明ゆのが『第22回UP RUN新横浜鶴見川マラソン大会』に出場し、ハーフマラソンを完走。
- 1月16日、葉月まおが2020年2月29日の卒業を発表。
- 1月28日、『のいつも通り（ショートver.）』リリックビデオをYouTubeで公開。
- 1月29日、『さっきの女の子、のふつう』発売。
- 2月15日、有明ゆのが山手線一周マラソン『走れゆのぴこ山手線』を敢行。
- 2月29日、新宿SAMURAIにて『さっきの女の子、の葉月は色づく頃』を主催。葉月まおが卒業。
- 3月18日、有明ゆのとプロデューサーのTAK from USAがるなっち☆ほし『レイテンレード』のMV出演。
- 5月23日、オンラインで『さき女配信サイン会』を開催。柊しゅう、水野きよ加入。
- 7月5日、新宿MARZにて新体制3rdワンマン『60日目の満ち欠け』を開催。柊しゅう、水野きよ初ライブ。新メンバーが公表されたのは5月23日の配信でのサイン会[10]であり、ライブでのお披露目は7月5日となった[11]。
- 7月17日〜8月31日、MV制作のために初のクラウドファンディングを実施。目標金額300,000円に対して、最終支援数76名、支援金額678,000円を集める[12]。
- 8月1日、新曲『の希望の街』初披露。
- 8月28日、古川すいが合田口洸とアパレルブランド・ののやまあきのコラボ楽曲『clothe to you』のMV出演。
- 8月30日、新宿SAMURAIにて単独ライブ『誰かのための希望』を開催。
- 9月30日、古川すいがPEOPLE 1『BUTTER COOKIES』のMV出演。
- 10月1日、乃々宮いぶ、水野きよが2020年11月の卒業を発表[13]。
- 10月19日、『さっきの女の子、と街並み』発売[14]。
- 10月19日、『という物語 Neo Idol Jazz take.』MVをYouTubeで公開。
- 10月23日、『と一緒につかまえて』MVをYouTubeで公開。
- 10月27日、渋谷Milkywayにて『Tribu pre.mirror』に出演。水野きよ、最後のライブ出演。
- 11月23日、新宿SAMURAIにて『乃々宮いぶ卒業ライブ〜4年の月日が愛を止めない日〜』を開催。乃々宮いぶが卒業。
- 11月24日、新体制に向けたレベルアップを行うために無期限のライブ活動休止を発表。無期限活動休止はライブ活動のみであるため、メンバー個々人のイベントや、Twitter・InstagramなどSNSへの投稿、YouTubeでの動画公開などは引き続き行っていくとしている[15]。

### 2021年
- 1月31日、オンラインで『さき女配信サイン会』を開催。榮倉しお加入。
- 2月25日〜3月31日、ミニアルバム制作のためにクラウドファンディングを実施。目標金額700,000円に対して、最終支援数101名、支援金額882,780円を集める[16]。
- 3月21日、新宿SAMURAIにて復活ライブ『それでも月は空にある』を開催。榮倉しお初ライブ。
- 5月9日、新曲『のジレンマ』初披露。
- 6月8日、『のジレンマ』MVをYouTubeで公開。アニメーション映像はえむめろ、キャラクターイラストは横田瑞貴-mzk-が担当[17]。
- 6月15日、『さっきの女の子、と交流』発売。『に絶対的に騙されて』MVをYouTubeで公開。アニメーション映像はえむめろ、キャラクターイラストは『さっきの女の子、と交流』のジャケットイラストも手がける晶が担当[18]。
- 6月16日、新曲『が覚えてる青春』初披露。
- 6月22日、AbemaTV『矢口真里の火曜The NIGHT』に出演[19]。
- 7月15日、『が覚えてる青春』MVをYouTubeで公開。アニメーション映像はえむめろ、キャラクターイラストはツバメの集いが担当。
- 8月15日、『は期待するきらい』をデジタルリリース。また同日にMVをYouTubeで公開。アニメーション映像はnoka、キャラクターイラストはがーこが担当。
- 9月15日、新宿MARZにて『地球に一番近い星』を主催。対バンライブの主催は2020年8月2日、出演は同年11月3日以来となる。
- 11月30日、新曲『は期待するきらい』初披露。

### 2022年
- 1月25日〜26日、ビジュアルアーティストユニット・huezと、コレオグラファー・Rikakoプロデュースのダンス公演『huez × Rikako “あんふぁん・てりぶる”』に柊しゅうが出演[20]。
- 4月30日、月見ル君想フにてワンマンライブ『混乱』を開催。新曲『と常識人のお葬式』初披露。MVをYouTubeで公開。アニメーション映像はnoka pi、キャラクターイラストは晶が担当。
- 5月9日、榮倉しおが5月26日の卒業を発表。
- 5月26日、新宿MARZにて『榮倉しお生誕ライブ』を開催。榮倉しおが卒業。
- 6月15日〜7月31日、2022年末に発売するアルバム制作のためにクラウドファンディングを実施。目標金額999,991円に対して、最終支援数199名、支援金額1,516,500円を集める[21]。
- 7月16日、秋田ケーブルテレビ『まず一杯やるっすべ』Vol.4にゲスト出演[22]。
- 9月21日、古川すいの脱退を発表。[23]。

- 9月23日、新曲『の答え合わせ』『と連帯責任その予感』初披露。
- 10月22日、『混ざると乱れる』発売。新潟CLUB RIVERSTにて東新阪ツアー『泣き寝入りを晴らすまで』を開催。新曲『からして大正解』初披露。
- 11月5日、心斎橋FANJにて東新阪ツアー『泣き寝入りを晴らすまで』を開催。
- 12月17日、Spotifi O-crestにて東新阪ツアー『泣き寝入りを晴らすまで』を開催。

### 2023年
2023年8月20日、2022年に実施したクラウドファンディングを基に制作されたニューアルバム『泣き寝入りから目覚めたら』を発表した。

### 2024年
- 7月11日、公式Xにて、8月11日の主催公演をもってグループを解散することを発表した[26]。
- 8月11日、新宿SAMURAIにて解散ライブ『さっきの女の子』を開催。

## 解散時のメンバー
| 名前                  | 誕生日  | 出身地 | 活動期間                      | 備考 |
| --------------------- | ------- | ------ | ----------------------------- | --- |
| 有明ゆの Yuno Ariake  | 8月9日  | 秋田県 | 2018年10月20日〜2024年8月11日 | 元#いちごのヘタですっころ部 (ゆの)。私立恵比寿中学のファン。 APOKALIPPPSのゑりかちゃんべいびーと"THECROW"として活動。 教員免許（英語）を持つ。オートミールレシピ作りが趣味。 高校時代は陸上部に所属。マラソンを始めとする陸上競技全般で引き続き活動中。 |
| 柊しゅう Shuu Hiiragi | 4月10日 | 埼玉県 | 2020年5月23日〜2024年8月11日  | huez×Rikakoプロデュースダンス公演”あんふぁん・てりぶる”に参加。 クマリデパートのファン。エレキベースを演奏する。 解散後は事務所を退所し活動中。 |

### 元メンバー
| 名前                         | 誕生日         | 出身地   | 活動期間                       | 備考 |
| ---------------------------- | -------------- | -------- | ------------------------------ | --- |
| 雨音うみ Umi Amane           | 2001年9月20日  | 東京都   | 2016年11月19日〜2018年1月21日  | 藤咲のあ（baby bear PARTY）→乙葉美桜（シュアネス）は実妹で、UMI☆SAKU名義で「踊ってみた」動画を投稿していた。2022年9月3日にこばとあいりとして夢現シンクレティズムでデビュー。          |
| 来栖るぶ Rubu Kurusu         | 1999年7月25日  | 秋田県   | 2016年11月19日〜2018年7月30日  | 2018年7月25日に瑠川ららとしてアストレイア*でデビュー。さっきの女の子、在籍時に移籍が発表され、7月25日〜30日の期間は2グループ所属だった。2022年5月よりべるとしてバーレスク東京に所属。 |
| 霜月まふゆ Mafuyu Shimotsuki | 1998年11月16日 | 福島県   | 2016年11月19日〜2018年8月10日  | 2018年10月15日に鴻森月紫として戦国アニマル極楽浄土でデビュー |
| 月村朱里 Akari Tsukimura     | 4月24日        | 東京都   | 2018年10月20日〜2019年5月31日  | 元ぶっ壊れRe:論‰（うぅぱぁ〜、月村朱里）、音盤少女-disc girlz-、2021年3月1日に月御葵已としてsui suiに新加入                                                                           |
| 葉月まお Mao Hazuki          | 2003年2月18日  | 千葉県   | 2019年5月31日〜2020年2月29日   | 加入以前より抱いていた夢である「声優」への道が大きく開けたため卒業 |
| 水野きよ Kiyo Mizuno         | 3月13日        | 神奈川県 | 2020年5月23日〜2020年10月31日  | 元恋をするには若すぎる（きよみずくろ子）、Hauptharmonie（銀りん） |
| 乃々宮いぶ Ibu Nonomiya      | 3月23日        | 兵庫県   | 2016年11月19日〜2020年11月23日 | 「踊ってみた」動画をSNSにアップをしていたが、プロデューサーから声をかけられたのがキッカケで加入                                                                                       |
| 榮倉しお Shio Eikura         | 5月25日        | 神奈川県 | 2021年1月31日〜2022年5月26日   | メガネがトレードマーク。カラオケ配信をよく行う。 |
| 古川すい Sui Furukawa        | 3月10日        | 東京都   | 2016年11月19日〜2022年9月21日  | 犬が好きである。ギターを演奏する。InstagramとTikTokで精力的に活動。約6年間務めた唯一のオリジナルメンバーであったが、脱退となった。現在ソロで活動を行う。                              |

## 主催イベント
| 2017年                                                     | 2017年         | 2017年         | 2017年                                                                     | 2017年 |
| イベント名                                                 | 開催日         | 会場           | 出演者                                                                     | 備考 |
| ---------------------------------------------------------- | -------------- | -------------- | -------------------------------------------------------------------------- | --- |
| さっきの女の子、の最初のワンマン                           | 2017年7月26日  | 渋谷DESEO mini | さっきの女の子、                                                           | 1stワンマンライブ |
| ただの女の子。とさっきの女の子、結局、どっちの女の子、。？ | 2017年11月17日 | 渋谷DESEO mini | さっきの女の子、、ただの女の子。                                           | ただの女の子。との共同主催。当初は9月29日に新宿Motionで開催予定だったが、ダブルブッキングにより延期になり、会場が変更となった |
| さっきの女の子、一周年経ちました                           | 2017年12月10日 | 渋谷Milkyway   | さっきの女の子、、すこやか健康クラブ、ノンシュガー、シバノソウ、会心ノ一撃 | |

| 2018年                                                       | 2018年         | 2018年           | 2018年                                                                                       | 2018年                         |
| イベント名                                                   | 開催日         | 会場             | 出演者                                                                                       | 備考                           |
| ------------------------------------------------------------ | -------------- | ---------------- | -------------------------------------------------------------------------------------------- | ------------------------------ |
| さっきの女の子、はここにいる                                 | 2018年1月7日   | 渋谷DESEO mini   | さっきの女の子、                                                                             | 2ndワンマンライブ              |
| さっきの女の子、とこれから一緒に vol.0                       | 2018年1月27日  | 新宿レッドノーズ | さっきの女の子、、りんごちゃんていいます！、旋律メロディアス、会心ノ一撃                     | 初の定期主催イベント           |
| さっきの女の子、とこれから一緒に vol.1                       | 2018年2月24日  | 新宿レッドノーズ | さっきの女の子、、星名ふみみ（1部）、MELLOW GREEN WONDER（1部）、すこやか健康クラブ（2部）   | 2部制での開催                  |
| さっきの女の子、は抱きしめたい                               | 2018年3月18日  | 渋谷WOMB LOUNGE  | さっきの女の子、、会心ノ一撃、nuance                                                         |                                |
| さっきの女の子、はあなたと祝いたい                           | 2018年3月24日  | 渋谷DESEO mini   | さっきの女の子、、SAKA-SAMA、シバノソウ、君と僕、ときどきメランコリック、Bury、tip Toe.、963 | 古川すい、乃々宮いぶ生誕ライブ |
| さっきの女の子、はあなたと出会いたい(Qunii day)              | 2018年4月19日  | 渋谷WOMB LOUNGE  | さっきの女の子、                                                                             |                                |
| さっきの女の子、はあなたと出会いたい(YASUHIRO day)           | 2018年4月26日  | 渋谷WOMB LOUNGE  | さっきの女の子、                                                                             |                                |
| さっきの女の子、はあなたと出会いたい(XXX day)                | 2018年5月2日   | 渋谷WOMB LOUNGE  | さっきの女の子、、シバノソウ                                                                 |                                |
| さっきの女の子、はあなたと出会いたい(大阪に行ってきます day) | 2018年5月10日  | 渋谷WOMB LOUNGE  | さっきの女の子、                                                                             |                                |
| さっきの女の子、にお月見に誘われて〜大阪の日〜               | 2018年5月12日  | CIRCUS OSAKA     | さっきの女の子、、ジョアンジョアン、くぴぽ、CRY SIS、ネムレス、Cure                          |                                |
| さっきの女の子、は抱きしめたい                               | 2018年5月20日  | 渋谷DESEO mini   | さっきの女の子、、SUMMER ROCKET、Lion net girl                                               |                                |
| さっきのメログリ、はじめまして！                             | 2018年5月31日  | dues新宿         | さっきの女の子、、MELLOW GREEN WONDER                                                        |                                |
| さっきの女の子、にお月見に誘われて〜名古屋の日〜             | 2018年6月10日  | 今池GROW         | さっきの女の子、、ポイズンラット、cana÷biss、乙女座長☆銀河団、mistress、Duo                  |                                |
| さっきのメログリ、はじめまして！                             | 2018年6月22日  | dues新宿         | さっきの女の子、、MELLOW GREEN WONDER                                                        |                                |
| さっきの女の子、にお月見に誘われて〜最後の日〜               | 2018年7月14日  | 月見ル君想フ     | さっきの女の子、                                                                             | 3rdワンマンライブ              |
| さっきのメログリ、はじめました！〜来栖るぶ卒業の日〜vol.1    | 2018年7月30日  | dues新宿         | さっきの女の子、、MELLOW GREEN WONDER                                                        | 来栖るぶ卒業ライブ             |
| さっきの女の子、〜霜月まふゆ卒業の日〜                       | 2018年8月10日  | 渋谷WOMB LOUNGE  | さっきの女の子、、会心ノ一撃                                                                 | 霜月まふゆ卒業ライブ           |
| さっきのメログリ、はじめました！vol.2                        | 2018年8月26日  | dues新宿         | さっきの女の子、、MELLOW GREEN WONDER                                                        |                                |
| さっきのメログリ、はじめました！vol.3                        | 2018年9月22日  | dues新宿         | さっきの女の子、、MELLOW GREEN WONDER                                                        |                                |
| さっきの女の子、は勝手にはじめだす                           | 2018年10月20日 | 渋谷WOMB LOUNGE  | さっきの女の子、                                                                             | 月村朱里、有明ゆのお披露目     |
| さっきのメログリ、はじめました！vol.4                        | 2018年10月30日 | dues新宿         | さっきの女の子、、MELLOW GREEN WONDER                                                        |                                |
| さっきの女の子、は抱きしめたい                               | 2018年11月13日 | 渋谷LOUNGE NEO   | さっきの女の子、、NaNoMoRaL、めろん畑a gogo、Lion net girl                                   |                                |
| さっきのメログリ、はじめました！vol.5                        | 2018年11月26日 | dues新宿         | さっきの女の子、、MELLOW GREEN WONDER                                                        |                                |
| さっきの女の子、は一緒に踊り出す                             | 2018年12月16日 | 月見ル君想フ     | さっきの女の子、                                                                             | 新体制1stワンマンライブ        |
| さっきの女の子、は出会いたい①                                | 2018年12月18日 | 渋谷LOUNGE NEO   | さっきの女の子、、減色シアター、くにくに、LiLii Kaona、SUMMER ROCKET                         |                                |
| さっきのメログリ、はじめました！vol.6                        | 2018年12月23日 | dues新宿         | さっきの女の子、、MELLOW GREEN WONDER                                                        |                                |
| さっきの女の子、は出会いたい②                                | 2018年12月26日 | 渋谷LOUNGE NEO   | さっきの女の子、、ポエムアパート、終わらないで、夜、O'CHAWANZ                                |                                |

| 2019年                                                                       | 2019年         | 2019年         | 2019年 | 2019年                                                                                          |
| イベント名                                                                   | 開催日         | 会場           | 出演者 | 備考                                                                                            |
| ---------------------------------------------------------------------------- | -------------- | -------------- | --- | ----------------------------------------------------------------------------------------------- |
| さっきのメログリ、はじめました！vol.7                                        | 2019年1月26日  | dues新宿       | さっきの女の子、、MELLOW GREEN WONDER |                                                                                                 |
| さっきのメログリ、はじめました！-vol.8 DIVE INTO MUSIC. 2019 WINTER SPECIAL- | 2019年2月17日  | dues新宿       | さっきの女の子、、MELLOW GREEN WONDER |                                                                                                 |
| さっきの女の子、は出会いたい                                                 | 2019年2月23日  | 新宿Motion     | さっきの女の子、、NaNoMoRaL、NEMURIORCA、ノルウェージャンフォレストガール                                                                           |                                                                                                 |
| さっきのメログリ、はじめました！vol.9                                        | 2019年3月17日  | dues新宿       | さっきの女の子、、MELLOW GREEN WONDER | 3月27日にMELLOW GREEN WONDERのメンバー2名が卒業するため、この日をもって定期主催は一旦終了となる |
| さっきの女の子、はみんなで祝いたい〜古川すい、乃々宮いぶ合同生誕祭〜         | 2019年3月23日  | 渋谷DESEO mini | さっきの女の子、、会心ノ一撃、cana÷biss、終わらないで、夜                                                                                           | 古川すい、乃々宮いぶ生誕ライブ                                                                  |
| さっきの女の子、はみんなで祝いたい〜月村朱里生誕祭〜                         | 2019年4月27日  | 渋谷DESEO mini | さっきの女の子、、棘-おどろ-、始発待ちアンダーグラウンド、MONSTER GIRLFRIEND、音盤少女-disc girlz-                                                  | 月村朱里生誕ライブ                                                                              |
| さっきの女の子、が走り出す前に～2nd ワンマンまであと30日～                   | 2019年5月1日   | dues新宿       | さっきの女の子、 | 全曲披露ミニワンマン                                                                            |
| さっきの女の子、の月見ル音楽祭                                               | 2019年5月12日  | 月見ル君想フ   | さっきの女の子、、一瞬しかない、終わらないで、夜、ノルウェージャンフォレストガール、会心ノ一撃、始発待ちアンダーグラウンド、cana÷biss、HAMIDASYSTEM |                                                                                                 |
| さっきの女の子、が走り出す前に～2nd ワンマンまであと7日～                    | 2019年5月24日  | dues新宿       | さっきの女の子、 |                                                                                                 |
| さっきの女の子、はまた走り出す                                               | 2019年5月31日  | 渋谷Glad       | さっきの女の子、 | 新体制2ndワンマンライブ。月村朱里卒業。葉月まお加入                                             |
| 『さっきの女の子、はまた走り出す』発売記念ライブ                             | 2019年7月21日  | 渋谷DESEO mini | さっきの女の子、 |                                                                                                 |
| さっきの女の子、はみんなで祝いたい〜有明ゆの生誕祭〜                         | 2019年8月27日  | 新宿MARZ       | さっきの女の子、、ノルウェージャンフォレストガール、NaNoMoRaL、avandoned                                                                            | 有明ゆの生誕ライブ                                                                              |
| さっきの女の子、の単独                                                       | 2019年9月6日   | dues新宿       | さっきの女の子、 |                                                                                                 |
| さっきの女の子、と見つめ合う                                                 | 2019年10月11日 | 新宿MARZ       | さっきの女の子、、ZOMBIE POWDER、始発待ちアンダーグラウンド、NaNoMoRaL、グーグールル                                                                |                                                                                                 |
| さっきの女の子、の単独 vol.2                                                 | 2019年10月31日 | dues新宿       | さっきの女の子、 |                                                                                                 |
| さっきの女の子、の単独 vol.3                                                 | 2019年11月23日 | dues新宿       | さっきの女の子、 |                                                                                                 |
| さっきの女の子、の単独で年忘れ                                               | 2019年12月30日 | dues新宿       | さっきの女の子、 |                                                                                                 |

| 2020年                                                        | 2020年         | 2020年      | 2020年                                                                              | 2020年 |
| イベント名                                                    | 開催日         | 会場        | 出演者                                                                              | 備考 |
| ------------------------------------------------------------- | -------------- | ----------- | ----------------------------------------------------------------------------------- | --- |
| さっきの女の子、はみんなで祝いたい〜葉月まお生誕〜            | 2020年2月28日  | 新宿MARZ    | さっきの女の子、、終わらないで、夜、始発待ちアンダーグラウンド、ポポロコネクト      | 葉月まお生誕ライブ |
| さっきの女の子、の葉月は色づく頃                              | 2020年2月29日  | 新宿SAMURAI | さっきの女の子、、THECROW、エレクトリックリボン                                     | 葉月まお卒業ライブ |
| さっきの女の子、はみんなで祝いたい〜古川すい/乃々宮いぶ生誕〜 | 2020年3月23日  | 池袋CYBER   | さっきの女の子、、ラストクエスチョン、RAY                                           | 古川すい、乃々宮いぶ生誕ライブ |
| 60日目の満ち欠け                                              | 2020年7月5日   | 新宿MARZ    | さっきの女の子、                                                                    | 新体制3rdワンマンライブ。柊しゅう、水野きよお披露目。当初は6月1日に渋谷Gladでの開催を予定していたが、新型コロナウイルスの影響で延期になり、また人数制限の上で2部制で行われた |
| さっきの女の子、の真夏の宴〜有明ゆの生誕祭〜                  | 2020年8月1日   | 西永福JAM   | さっきの女の子、、XOXO EXTREME、宇佐蔵べにとゑりかちゃんべいびー（APOKALIPPPS)、963 | 有明ゆの生誕ライブ |
| 誰かのための希望                                              | 2020年8月30日  | 新宿SAMURAI | さっきの女の子、                                                                    | 2部制での開催 |
| 突然も必然という物語                                          | 2020年9月21日  | 新宿SAMURAI | さっきの女の子、                                                                    | |
| 不安をぎゅっと何回も                                          | 2020年10月26日 | 新宿SAMURAI | さっきの女の子、                                                                    | ののやまあきとのコラボイベント |
| 乃々宮いぶ卒業ライブ〜4年の月日が愛を止めない日〜             | 2020年11月23日 | 新宿SAMURAI | さっきの女の子、                                                                    | 乃々宮いぶ卒業ライブ |

| 2021年                                                 | 2021年         | 2021年      | 2021年                                     | 2021年                                                                               |
| イベント名                                             | 開催日         | 会場        | 出演者                                     | 備考                                                                                 |
| ------------------------------------------------------ | -------------- | ----------- | ------------------------------------------ | ------------------------------------------------------------------------------------ |
| さっきの女の子、復活ライブ『それでも月は空にある』     | 2021年3月21日  | 新宿SAMURAI | さっきの女の子、                           | 榮倉しおお披露目。2部制での開催                                                      |
| 古川すい生誕ライブイベント『雪の果て』                 | 2021年3月27日  | 新宿SAMURAI | さっきの女の子、                           | 古川すい生誕ライブ。2部制での開催                                                    |
| 柊しゅう生誕ライブイベント『柊と歓迎』                 | 2021年4月18日  | 新宿SAMURAI | さっきの女の子、                           | 柊しゅう生誕ライブ                                                                   |
| それはきっと、何かの前触れ                             | 2021年4月28日  | 新宿SAMURAI | さっきの女の子、                           |                                                                                      |
| 榮倉しお生誕ライブイベント『月に新緑栄える』           | 2021年5月9日   | 新宿SAMURAI | さっきの女の子、                           | 榮倉しお生誕ライブ                                                                   |
| ミニアルバムリリース記念単独『さっきの女の子、と交流』 | 2021年6月16日  | 新宿SAMURAI | さっきの女の子、                           |                                                                                      |
| 七夕よりも早く出会う                                   | 2021年7月5日   | 新宿SAMURAI | さっきの女の子、                           |                                                                                      |
| これからが夏                                           | 2021年7月17日  | 新宿SAMURAI | さっきの女の子、                           |                                                                                      |
| 夏休み、最終日                                         | 2021年8月30日  | 新宿SAMURAI | さっきの女の子、                           |                                                                                      |
| 願いの糸を紡ぐ〜有明ゆの生誕イベント〜                 | 2021年9月5日   | 新宿SAMURAI | さっきの女の子、                           | 有明ゆの生誕ライブ。当初は8月1日に開催を予定していたが、延期されて9月5日開催となった |
| たぶん暑い夜長月                                       | 2021年9月11日  | 新宿SAMURAI | さっきの女の子、                           |                                                                                      |
| 地球に一番近い星                                       | 2021年9月15日  | 新宿MARZ    | さっきの女の子、、グデイ、ピューパ!!、NELN |                                                                                      |
| 紅葉月に渡鳥                                           | 2021年10月23日 | 新宿SAMURAI | さっきの女の子、                           |                                                                                      |
| 気づいたら、冬                                         | 2021年11月14日 | 新宿SAMURAI | さっきの女の子、                           |                                                                                      |
| 地球に一番近い星                                       | 2021年11月30日 | 新宿MARZ    | さっきの女の子、、NaNoMoRaL、美味しい曖昧  |                                                                                      |
| 無銭のお歳暮、雪見月                                   | 2021年12月28日 | 新宿SAMURAI | さっき女の子、                             |                                                                                      |

| 2022年                                 | 2022年         | 2022年           | 2022年                                                                        | 2022年 |
| イベント名                             | 開催日         | 会場             | 出演者                                                                        | 備考 |
| -------------------------------------- | -------------- | ---------------- | ----------------------------------------------------------------------------- | --- |
| 地球に一番近い星                       | 2022年1月24日  | 新宿MARZ         | さっきの女の子、、yumegiwa last girl、may in film、LiLii Kaona                | |
| お試しワンコインライブ vol.1           | 2022年2月19日  | 新宿SAMURAI      | さっきの女の子、                                                              | |
| さっきの女の子、単独ライブ vol.1       | 2022年3月6日   | 新宿SAMURAI      | さっきの女の子、                                                              | 当初は2022年2月6日に開催を予定していたが、延期されて3月6日開催となった                                              |
| 古川すい生誕ライブ                     | 2022年3月11日  | 新宿MARZ         | さっきの女の子、、エレクトリックリボン、cana÷biss、始発待ちアンダーグラウンド | 古川すい生誕ライブ。当初はピューパ!!が出演予定だったが、新型コロナウィルス感染症のためキャンセルになった            |
| お試しワンコインライブ vol.2           | 2022年3月19日  | 新宿SAMURAI      | さっきの女の子、                                                              | |
| 柊しゅう生誕ライブ                     | 2022年4月10日  | 新宿MARZ         | さっきの女の子、、桜花のキセキ、yAmmy(病夢やみい/CY8ER)、由莉子               | 柊しゅう生誕ライブ                                                                                                  |
| お試しワンコインライブ vol.3           | 2022年4月16日  | 新宿SAMURAI      | さっきの女の子、                                                              | |
| 混乱                                   | 2022年4月30日  | 月見ル君想フ     | さっきの女の子、                                                              | ワンマンライブ |
| 榮倉しお生誕ライブ                     | 2022年5月26日  | 新宿MARZ         | さっきの女の子、、クレイビット、くぴぽ、yumegiwa last girl                    | 榮倉しお生誕、卒業ライブ                                                                                            |
| クリームソーダの誘惑                   | 2022年7月9日   | 新宿SAMURAI      | さっきの女の子、                                                              | |
| ただ見るだけでも意味がある             | 2022年8月30日  | 大塚Hearts+      | さっきの女の子、、I to U $CREAMing!!、Buddha TOKYO、ダダダムズ                | |
| 有明ゆの生誕ライブ                     | 2022年9月12日  | 新宿MARZ         | さっきの女の子、、airattic、ユレルランドスケープ、963、SHIRASU                | 有明ゆの生誕ライブ。当初は2022年8月6日に、NaNoMoRaL、963出演での開催を予定していたが、延期されて9月12日開催となった |
| ここにあるもの                         | 2022年10月22日 | 新潟CLUB RIVERST | さっきの女の子、、ようなぴ、XOXO EXTREME、innes、ダダダムズ、MEWCATUNE        | |
| 東新阪ツアー『泣き寝入りを晴らすまで』 | 2022年10月22日 | 新潟CLUB RIVERST | さっきの女の子、、cana÷biss                                                   | |
| ここにあるもの                         | 2022年11月5日  | 心斎橋FANJ       | さっきの女の子、、ネムレス、グデイ、GREAT MONKEYS、8ack8eat                   | |
| 東新阪ツアー『泣き寝入りを晴らすまで』 | 2022年11月5日  | 心斎橋FANJ       | さっきの女の子、、ティンカーベル初野、cana÷biss                               | |
| 東新阪ツアー『泣き寝入りを晴らすまで』 | 2022年12月17日 | Spotify O-Crest  | さっきの女の子、                                                              | ワンマンライブ |

| 2023年     | 2023年       | 2023年    | 2023年                                      | 2023年 |
| イベント名 | 開催日       | 会場      | 出演者                                      | 備考   |
| ---------- | ------------ | --------- | ------------------------------------------- | ------ |
| Force      | 2023年1月7日 | 西永福JAM | さっきの女の子、、グデイ、ダダダムズ、innes |        |

## 作品

### CD・配信
| 作品名                            | 発売日         | 収録曲 | 参加メンバー                                               | 備考                                                                                              |
| --------------------------------- | -------------- | --- | ---------------------------------------------------------- | ------------------------------------------------------------------------------------------------- |
| をもっと知って欲しい              | 2017年6月30日  | 1. Catch “That girls” if you can 2. をもっと知りたい 3. と一緒につかまえて 4. に、絶対的に騙されて 5. は、ずっと待ってる 6. のだいっきらいなもの | - 古川すい - 乃々宮いぶ - 雨音うみ - 来栖るぶ - 霜月まふゆ |                                                                                                   |
| の最初のさよなら/に遊びに誘われて | 2017年10月1日  | 1. の最初のさよなら 2. に遊びに誘われて | - 古川すい - 乃々宮いぶ - 雨音うみ - 来栖るぶ - 霜月まふゆ |                                                                                                   |
| の秘密の話                        | 2017年12月10日 | 1. Let's see, where should we start？ 2. は旅に出ました探さないで 3. を秘密にしないで 4. という物語 5. のだいっきらいなもの inst.ver 6. に、絶対的に騙されて inst.ver 7. は、ずっと待ってる inst.ver 8. と一緒につかまえて inst.ver 9. をもっと知りたい inst.ver 10. の最初のさよなら inst.ver 11. に遊びに誘われて inst.ver 12. は旅に出ました探さないで inst.ver 13. を秘密にしないで inst.ver 14. という物語 inst.ver | - 古川すい - 乃々宮いぶ - 雨音うみ - 来栖るぶ - 霜月まふゆ |                                                                                                   |
| さっきの女の子、再レック音源      | 2018年5月9日   | 1. のだいっきらいなもの 2. に、絶対的に騙されて 3. は、ずっと待ってる 4. と一緒につかまえて 5. をもっと知りたい 6. に遊びに誘われて 7. は旅に出ました探さないで 8. を秘密にしないで 9. という物語 | - 古川すい - 乃々宮いぶ - 来栖るぶ - 霜月まふゆ            | 配信限定盤。古川すい、乃々宮いぶ、来栖るぶ、霜月まふゆの4人による再レック音源                     |
| さっきの女の子、はいつも突然に    | 2018年12月16日 | 1. This is “Futuristc Standard” 2. に絶対的に騙されて Neo Idol Jazz take. 3. と一緒につかまえて 新生歌唱ver. 4. を鏡合わせ 5. はずっと待ってる Rearrange by Qunii 6. に遊びに誘われて 新生歌唱ver. 7. のだいっきらいなもの Qunii remix 8. をもっと知りたい 新生歌唱ver. 9. という物語 新生歌唱ver. | - 古川すい - 乃々宮いぶ - 月村朱里 - 有明ゆの              | 2019年2月7日より配信開始                                                                          |
| みずいろのゆめ                    | 2019年3月24日  | 1. みずいろのゆめ | - 古川すい                                                 | 配信限定曲。古川すいソロ。作詞作曲シバノソウ、編曲YASUHIRO(康寛)                                  |
| さっきの女の子、はまた走り出す    | 2019年6月1日   | 1. はまた走り出す 2. が溢れてしまう 3. が愛を止めたい日 4. は勝手に踊り出す | - 古川すい - 乃々宮いぶ - 月村朱里 - 有明ゆの              | 初の全国流通盤。2019年5月31日のワンマンライブでフラゲ発売、2019年8月27日より配信開始              |
| さっきの女の子、は見つめている    | 2019年9月30日  | 1. の最初のさよなら Neo Idol Jazz take. 2. をもっと知りたい 3. の最初のさよなら Neo Idol Jazz take. Inst ver. 4. をもっと知りたい Inst ver. 5. は抱えたままで Inst ver. | - 古川すい - 乃々宮いぶ - 有明ゆの - 葉月まお              | タワーレコード新宿店および秋田オーパ店のみで数量限定リリース。2019年11月30日より配信開始          |
| さっきの女の子、のふつう          | 2020年1月29日  | 1. のいつも通り 2. は抱えたままで 3. を秘密にしないで 4. のいつも通り inst ver. 5. は抱えたままで inst ver. 6. を秘密にしないで inst ver. | - 古川すい - 乃々宮いぶ - 有明ゆの - 葉月まお              | 2020年5月1日より配信開始                                                                          |
| さっきの女の子、と街並み          | 2020年10月19日 | 1. の希望の街 2. と一緒につかまえて 3. という物語 Neo Idol Jazz take. 4. の希望の街 Inst ver. 5. と一緒につかまえて Inst ver. 6. という物語 Neo Idol Jazz take. Inst ver. | - 古川すい - 乃々宮いぶ - 有明ゆの - 柊しゅう - 水野きよ   | オリコン週間インディーズシングルランキング、2020年11月2日付で19位。2020年12月13日より配信開始     |
| さっきの女の子、と交流            | 2021年6月15日  | 1. に絶対的に騙されて 2. のジレンマ 3. に遊びに誘われて 4. は鏡合わせ 5. の一秒先行方不明 6. が覚えてる青春 7. に絶対的に騙されて Inst ver. 8. のジレンマ Inst ver. 9. に遊びに誘われて Inst ver. 10. は鏡合わせ Inst ver. 11. の一秒先行方不明 Inst ver. 12. が覚えてる青春 Inst ver. | - 古川すい - 有明ゆの - 柊しゅう - 榮倉しお                | 2021年2月25日〜3月31日まで実施されたクラウドファンディングをもとに制作。2021年6月15日より配信開始 |
| は期待するきらい                  | 2021年8月15日  | 1. は期待するきらい | - 古川すい - 有明ゆの - 柊しゅう - 榮倉しお                | 配信限定曲                                                                                        |
| と常識人のお葬式                  | 2022年4月30日  | 1. と常識人のお葬式 | - 古川すい - 有明ゆの - 柊しゅう - 榮倉しお                | 配信限定曲                                                                                        |
| 混ざると乱れる                    | 2022年10月22日 | 1. と常識人のお葬式 2. の答え合わせ 3. と連帯責任その予感 4. は期待するきらい | - 古川すい - 有明ゆの - 柊しゅう                           |                                                                                                   |
| 泣き寝入りから目覚めたら          | 2023年8月20日  | 1. と常識人のお葬式 2. は期待するきらい 3. からして大正解 4. をもっと知りたい 5. と連帯責任その予感 6. の答え合わせ 7. の最初のさよなら | - 有明ゆの - 柊しゅう                                      | 2022年に実施したクラウドファンディングの支援をもとに制作された。                                  |

### その他
| 作品名                           | 発売日         | 備考                    |
| -------------------------------- | -------------- | ----------------------- |
| さっきの女の子、の散歩道         | 2017年7月26日  | CDR写真集。会場限定販売 |
| さっきの女の子、の最初のワンマン | 2017年11月19日 | ライブDVD。会場限定販売 |

## 楽曲リスト

### さっきの女の子、楽曲
|    | 楽曲名                   | 英語タイトル                          | ライブ発表日   | 作詞                         | 作曲           | 編曲           | 備考                                           |
| -- | ------------------------ | ------------------------------------- | -------------- | ---------------------------- | -------------- | -------------- | ---------------------------------------------- |
| 1  | のだいっきらいなもの     | What they hate                        | 2016年12月10日 | スティーブ・パンダ           | Fzi            |                |                                                |
| 2  | に絶対的に騙されて       | Why don’t you have fun?               | 2016年12月24日 | スティーブ・パンダ           | Fzi            |                | 発表当初のタイトルは『に、絶対的に騙されて』   |
| 3  | はずっと待ってる         | All ways waiting                      | 2017年2月3日   | スティーブ・パンダ           | Qunii          |                | 発表当初のタイトルは『は、ずっと待ってる』     |
| 4  | と一緒につかまえて       | Catch with me if we can               | 2017年4月13日  | スティーブ・パンダ           | Qunii          |                |                                                |
| 5  | をもっと知りたい         | All about you                         | 2017年5月5日   | スティーブ・パンダ           | YASUHIRO(康寛) |                |                                                |
| 6  | の最初のさよなら         | Woman woman after summer              | 2017年7月2日   | スティーブ・パンダ           | ショウエイ     | Fzi            | 発表当初の英語タイトルは『last summer』        |
| 7  | に遊びに誘われて         | Only with you                         | 2017年7月26日  | スティーブ・パンダ           | Qunii          | YASUHIRO(康寛) |                                                |
| 8  | は旅に出ました探さないで | Where am I?                           | 2017年10月12日 | スティーブ・パンダ           | YASUHIRO(康寛) | YASUHIRO(康寛) |                                                |
| 9  | を秘密にしないで         | A secret makes a woman more beautiful | 2017年12月10日 | スティーブ・パンダ           | YASUHIRO(康寛) | YASUHIRO(康寛) |                                                |
| 10 | という物語               | Ensemble cast                         | 2017年12月10日 | スティーブ・パンダ           | Qunii          | Qunii          |                                                |
| 11 | には美しすぎた           | Moon Light Lover is over              | 2018年7月14日  | スティーブ・パンダ           | YASUHIRO(康寛) | YASUHIRO(康寛) |                                                |
| 12 | は鏡合わせ               | Who’s there?                          | 2018年10月20日 | スティーブ・パンダ           | Task           | Task           | 発表当初のタイトルは『を鏡合わせ』             |
| 13 | は勝手に踊り出す         | dance in the moon light               | 2018年12月16日 | スティーブ・パンダ           | YASUHIRO(康寛) | YASUHIRO(康寛) |                                                |
| 14 | が愛を止めたい日         | my first broken heart                 | 2019年3月23日  | スティーブ・パンダ           | YASUHIRO(康寛) | YASUHIRO(康寛) | 発表当初の英語タイトルは『last days』          |
| 15 | が溢れてしまう           | emotion emotion                       | 2019年5月24日  | スティーブ・パンダ           | YASUHIRO(康寛) | YASUHIRO(康寛) |                                                |
| 16 | はまた走り出す           | start over now                        | 2019年5月31日  | スティーブ・パンダ           | YASUHIRO(康寛) | YASUHIRO(康寛) |                                                |
| 17 | は抱えたままで           | Face forward in the fog               | 2019年10月11日 | スティーブ・パンダ           | YASUHIRO(康寛) | YASUHIRO(康寛) |                                                |
| 18 | のいつも通り             | Pretend to be a good couple           | 2019年12月30日 | スティーブ・パンダ           | YASUHIRO(康寛) | YASUHIRO(康寛) |                                                |
| 19 | の希望の街               | About my home town                    | 2020年8月1日   | スティーブ・パンダ           | YASUHIRO(康寛) | YASUHIRO(康寛) |                                                |
| 20 | のジレンマ               | In a dilemma                          | 2021年5月9日   | スティーブ・パンダ           | YASUHIRO(康寛) | YASUHIRO(康寛) |                                                |
| 21 | が覚えてる青春           | Bloom of youth                        | 2021年6月16日  | スティーブ・パンダ           | YASUHIRO(康寛) | HAMA           |                                                |
| 22 | は期待するきらい         | an expected hate                      | 2021年11月30日 | スティーブ・パンダ           | YASUHIRO(康寛) | ラムシーニ     |                                                |
| 23 | の一秒先行方不明         | Panic Party                           | ライブ未発表   | スティーブ・パンダ           | YASUHIRO(康寛) | YASUHIRO(康寛) | ライブ未発表曲。『さっきの女の子、と交流』収録 |
| 24 | と常識人のお葬式         | lose yourself                         | 2022年4月30日  | スティーブ・パンダ／矢野達也 | 矢野達也       | 矢野達也       |                                                |
| 25 | の答え合わせ             | look what have you done               | 2022年9月23日  | スティーブ・パンダ           | ラムシーニ     | ラムシーニ     |                                                |
| 26 | と連帯責任その予感       | Now where we are?                     | 2022年9月23日  | スティーブ・パンダ           | 矢野達也       | 矢野達也       |                                                |
| 27 | からして大正解           |                                       | 2022年10月22日 | スティーブ・パンダ           | 加藤冴人       | 加藤冴人       |                                                |

### その他の楽曲
|   | 楽曲名         | 英語タイトル     | ライブ発表日 | 作詞       | 作曲       | 編曲             | 備考           |
| - | -------------- | ---------------- | ------------ | ---------- | ---------- | ---------------- | -------------- |
| 1 | みずいろのゆめ | Sweet Blue Dream | 2018年5月2日 | シバノソウ | シバノソウ | YASUHIRO（康寛） | 古川すいソロ曲 |

### 入場SE
|   | 楽曲名                             | ライブ発表日   | 作編曲           |
| - | ---------------------------------- | -------------- | ---------------- |
| 1 | Catch “That girls” if you can      | 2017年7月2日   | Qunii            |
| 2 | Let's see, where should we start？ | 2017年12月10日 | Qunii            |
| 3 | This Is Futuristic Standard        | 2018年10月20日 | YASUHIRO（康寛） |